# Інструкція з виховання мажорів
Інструкція з виховання мажорів (Pourris gâtés) — французька кінокомедія 2021 року. Режисер Ніколя Кюш; сценаристи Лорен Тернер й Ніколя Кюш. Продюсер Гаель Ноуелль. Світова прем'єра відбулася 24 лютого 2021 року; прем'єра в Україні — 11 листопада 2021-го.

## Про фільм
Батько-мільярдер вирішує провчити своїх розпещених дітей та привчити до праці. Він влаштовує інсценування свого банкрутства і ніби втечу від кредиторів й поліції. Переховуючись у глибинці, його діти повинні елементарно роздобувати їжу і заробити на життя.

## Знімались
| Актор             | Роль           |
| ----------------- | -------------- |
| Жерар Жуньо       | Франсіс Бартек |
| Каміль Лу         | Стелла Бартек  |
| Том Лееб          | Хуан Карлос    |
| Франсуа Морель    | Ферручо        |
| Франк Адрієн      |                |
| Жоффре Вербрюгген |                |